# Лугове (Цілинний округ)
Лугове́ (рос. Луговое) — село у складі Цілинного округу Курганської області, Росія.
Населення — 131 особа (2010, 229 у 2002).
Національний склад станом на 2002 рік:
- росіяни — 91 %